# El Guacamayo
El Guacamayo – miasto w Kolumbii, w departamencie Santander.